# 紀元前174年
紀元前174年（きげんぜん174ねん）は、ローマ暦の年である。

## 他の紀年法
- 干支 : 丁卯
- 日本
  - 孝元天皇41年
  - 皇紀487年
- 中国
  - 前漢 : 文帝6年
- 朝鮮
  - 檀紀2160年
- 仏滅紀元 : 371年
- ユダヤ暦 : 3587年 - 3588年

## できごと

### モンゴル
- 匈奴が月氏を攻め、甘粛省から追い出した。

## 死去
- ティトゥス・クィンクティウス・フラミニヌス、ローマの軍人、政治家（* 紀元前227年）
- プブリウス・アエリウス・パエトゥス(en:Publius Aelius Paetus)、ローマの執政官、ケンソル
- 冒頓単于、匈奴の単于（* 紀元前234年）